# عداد الطرق (عداد المسافات)

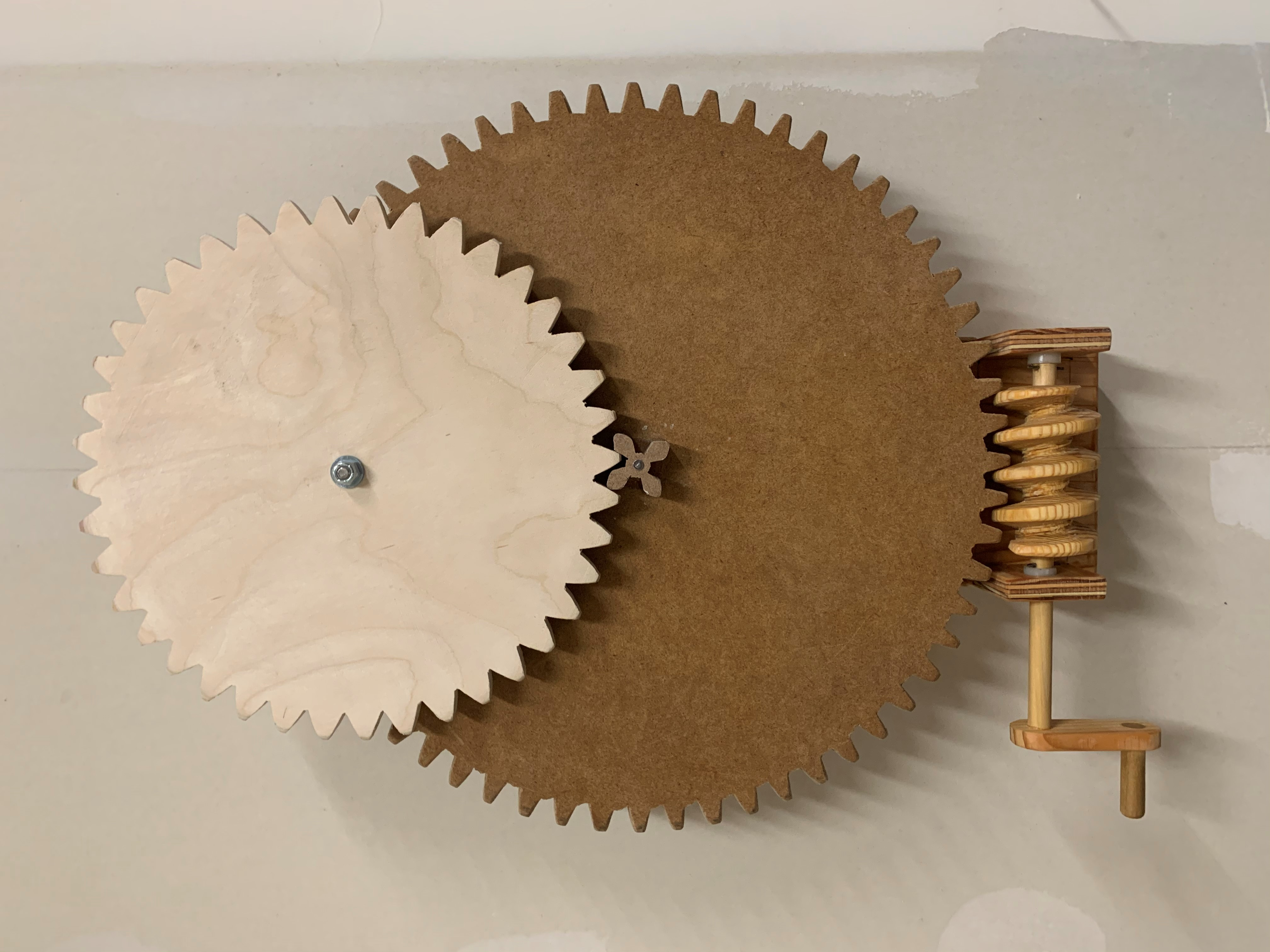
نسخة طبق الأصل من عداد الطرق لعام 1847، صنعه يدويًا جيف نيفن Jeff Niven باستخدام قياسات لاري هاويل

عداد الطريق roadometer أو عداد المسافات odometer هو جهاز ابتُكر في القرن التاسع عشر يشبه عداد المسافات لقياس الأميال، وكان مثبتًا على عجلة العربة. اختراع ويليام كلايتون ، وأورسون برات ، وأبلتون هارمون، أحد هذه الأجهزة في عام 1847م.

## التاريخ
لقد استخدم العديد من المسافرين بالسيارات في أربعينيات القرن التاسع عشر عدادات المسافات النحاسية. :92–93ومع ذلك، كان تصميم عداد المسافات الخاص بكلايتون وبرات وهارمون جديدًا. :317 ففي عام 1847، رافق ويليام كلايتون أول رحلة استكشافية إلى إقليم يوتا Utah Territory بصفته كاتبًا وحافظًا للسجلات. وفي البداية، قام بحساب دورات عجلة العربة لحساب المسافة التي قطعوها. :87 ولكنه أحس بالملل من حساب دورات العجلات وأراد جهازًا يمكنه قياس المسافة التي تقطعها العربة. ومن الممكن أنه كان على دراية بأجهزة القياس الإنجليزية التي تقيس المسافة باستخدام التروس آنذاك. سأل كلايتون أورسون برات عما إذا كان من الممكن صُنع مثل هذا الجهاز، وقام برات بإنشاء التصميم. :86–87; 89 قام هارمون بنحت التروس من الخشب وربما قام بتحسين التصميم بشكل أكبر. :89–90 وقد بدأوا في استخدام عداد الطرق في حوالي 12 مايو. :315 وكانت ثلاثمائة وستون دورة لعجلة العربة تساوي ميلاً واحداً. وكان التصميم يتضمن قطعة على محور العجلة تُحرك عمودًا دورة واحدة لكل ست دورات لعجلة العربة. ثم تقوم دورة واحدة من هذا العمود بتحريك ترس مكون من 60 سنًا بسن واحد. :321 "كان الترس الثاني يحتوي على أربعين سنًا [و] كان يغطي الترس الأول وكان يدور بأربع أسنان على محور ذلك الترس. وبالتالي فإن دورة واحدة للترس الثاني كانت تمثل عشرة أميال، وكل سن منها ربع ميل." لكن لسوء الحظ، انتفخ الترس الصغير ذو الأسنان الأربعة في المطر ولم يكن يعمل طوال معظم الرحلة. استخدم كلايتون اختراعه لتقدير المسافة التي قطعتها مجموعته كل يوم بين أوماها، نبراسكا، وسولت ليك سيتي، يوتا. وعندما عاد ويليام كلايتون إلى وينتر كوارترز من وادي سولت ليك، كان لديه عداد مسافات جديد صممه ويليام أ. كينج William A. King والذي كان قادرًا على قياس ألف ميل لرحلة العودة. :94نشر كلايتون معلومات عن عداد المسافات ومعلومات السفر المفيدة الأخرى في كتابه الشهير "دليل المهاجرين لقديسي الأيام الأخيرة".

## توثيق لاحق لعداد المسافات الخاص بكلايتون

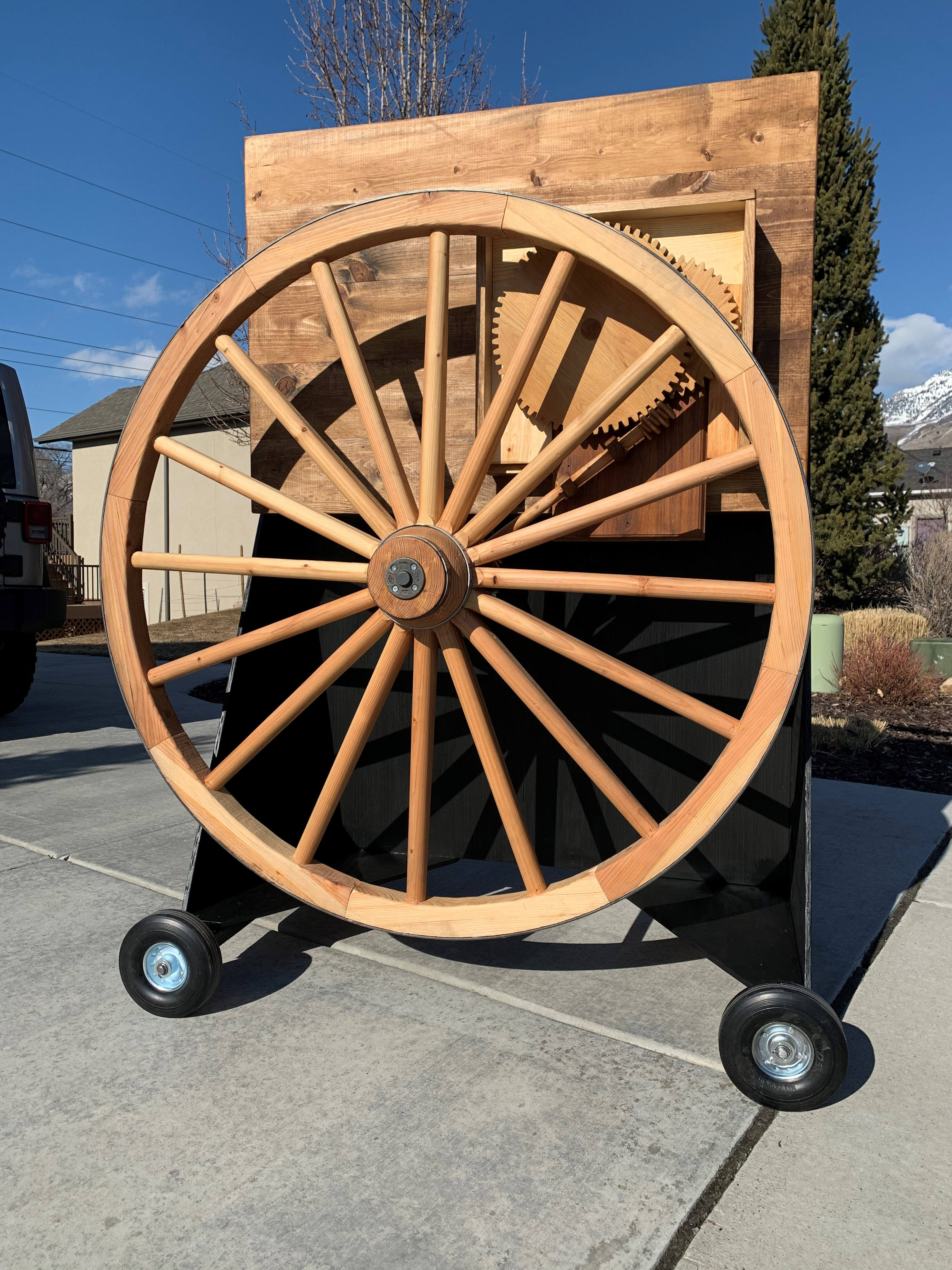
نسخة طبق الأصل من عداد الطرق لعام 1847 في قرية بروفو بايونير. قام جيفري نيفن بإنشاء هذه النسخة باستخدام الأدوات اليدوية. وأشار إلى النسخة المقطوعة آليًا والتي أنشأها جوي جاكوبسون، والتي استخدمت حسابات لاري هاويل للأبعاد. جاءت هذه الحسابات من مصادر تاريخية.

إن الآلة التي تُعرَض عادةً على أنها عداد المسافات الخاص بكلايتون هي في الواقع آلة جرى بناؤها في عام 1876 بواسطة توماس جي لوي. حيث قام لوي بإنشاء عداد المسافات الخاص به لحساب المسافة بين القرى في شمال أريزونا. قام بإهداء عداد المسافات الخاص به إلى متحف ديزيريت Deseret Museum في مدينة سولت ليك، وظل معروضًا بمعلومات دقيقة من عام 1876 حتى إغلاقه لفترة من الوقت في عام 1903. عندما أعيد افتتاح المتحف في عام 1911، عرضوا عداد المسافات الخاص به مع المعلومات غير الصحيحة التي تشير إلى أنه مِن صُنع أبلتون هارمون وويليام كلايتون. كان عداد المسافات الخاص بـلوي مختلفًا بشكل واضح عن عداد المسافات الخاص بـكلايتون. فقد كان يحتوي على أربعة تروس مسننة وآلية دفع تشبه السقاطة. حاول لوي تصحيح المعلومات الخاطئة عندما زار المنطقة في عام 1921، ولكن لم يجري تصحيح المعلومات حتى عام 1983. :96–98; 103–104 قام ستيفن برات بإنشاء نسخة طبق الأصل من عداد المسافات الخاص بكلايتون والتي جرى عرضها في متحف تاريخ الكنيسة والفنون. :99
زعمت مقالة إخبارية في صحيفة أخبار الصحراء Deseret News عام 1921 أن عداد المسافات الأصلي الخاص بسيارة كلايتون كان "الأول من نوعه". ونشرت الصحيفة تصحيحًا من أحد المهندسين، الذي أوضح أن عدادات المسافات كانت موجودة منذ عام 12 قبل الميلاد في روما. ولكن ظلت الفكرة الخاطئة بأن عداد المسافات الخاص بكلايتون هو الأول قائمة. :100–101
قام أستاذ الهندسة في جامعة بريغهام يونغ لاري هاويل Larry Howell ببناء نسخة طبق الأصل من عداد الطرق في عام 2006. وأوضح أن نسخته كانت أكثر دقة من نسخة ستيفن برات. ونشر معلومات عن إعادة البناء في ندوة عام 2006 للجمعية الأمريكية للمهندسين الميكانيكيين. وفقًا لحسابات هاول، كان قُطر الترس ذي الستين سنًا 15 بوصة، وكان قطر الترس ذي الأربعين سنًا 10 بوصات، وكان قطر الترس ذي الأربعة أسنان 1 بوصة. :311